# Jasmine la Rouge
Jasmine la Rouge, auch Jasmine Forever und Jasmine Rouge, (* 13. Mai 1984 in Bukarest) ist eine rumänische Pornodarstellerin, die vor allem in Deutschland tätig ist.

## Leben
Jasmine La Rouge absolvierte in Bukarest die Pflichtschule und machte danach eine Ausbildung zur Büroangestellten. Nebenher strippte sie in Nachtclubs, wobei sie ihren heutigen Mann, den Pornodarsteller Titus Steel kennenlernte. 2002 beteiligte sie sich an einem Pornocasting, wurde angenommen und wirkte zusammen mit Steel in einem Pornofilm als Darstellerin mit. Der Film entstand unter anderem in einem Hotel in Brüssel, wo sie mit einer Nachtsichtkamera im „Paris Hilton Sex Tape“-Stil gefilmt wurde.
Danach jobbte sie als Kellnerin in einem Restaurant. Sie erhielt eine Einladung nach Deutschland, wo sie in Hamburg bei einer größeren Pornoproduktion mitspielte. Anfangs trat sie unter den Pseudonymen Jasmine Forever und Jasmine Rouge auf. Sie wirkte bei zahlreichen Pornofilmen mit und hatte unter anderem Dreharbeiten auf Ibiza sowie in Paris, Budapest und Prag. Mittlerweile hat sie es auf über 100 Filme gebracht, darunter befinden sich auch Produktionen mit Pornostars wie Alysha Laine und Louisa Lamour. Seit 2008 ist sie für die deutsche Produktionsfirma EroticPlanet tätig, wo sie unter ihrem jetzigen Pseudonym Jasmine La Rouge auftritt. Zu Beginn ihrer Karriere wurde sie oft für Lesbenproduktionen oder Filme der Kategorie „Teen“ gecastet.
Jasmine La Rouge ist seit 2006 mit dem Darsteller Titus Steel verheiratet.

## Interaktive Filme
Jasmine La Rouge und ihr Ehemann Titus debütierten im Oktober 2010 als Darsteller in interaktiven Pornofilmen. Der Betreiber Saboom, der auf der Erotikfachmesse Venus ausgezeichnet wurde, hat dafür „Shows“ genannte Szenen in mehreren Blickwinkeln und Teilabschnitten filmen lassen. Beim Abspielen des Pornofilms kann der Benutzer den Ablauf der Szenen zu mehreren Zeitpunkten frei bestimmen. Jasmine und Titus standen dabei für mehrere Shows vor der Kamera, unter anderem wurde auch ein virtueller Rundgang auf der Fachmesse gedreht.

## Auszeichnung
- 2009: Erotixxx Award als Best German Newcomer
- 2010: Erotixxx Award als Best German Actress

## Filmografie (Auswahl)
- 2004: Teen Sensations #9
- 2004: Try A Teen #17
- 2005: 18 Year Old Pussy #8
- 2006: Teenage Jizz Junkies 3
- 2006: Prime Cups Vol. 1
- 2007: Intimate Contact
- 2007: All Internal 1
- 2008: Lesbian Lip Service #2
- 2008: Dirty Santa
- 2009: Russian Institute: Lesson 11
- 2009: All Star POV
- 2010: All Whores On Deck
- 2011: The Perverted Socialite 6
- 2013: Beautiful Body Vol. 3
- 2015: Teen Temptations 2
- 2023: Wild Honeymoon in Punta Cana (Flitterwochen mit Ehemann Titus Steel)
- 2023: Healthy Fucking